# Караваев, Борис Иванович
Бори́с Ива́нович Карава́ев (31 июля 1910 — 12 сентября 1978) — советский дипломат. Чрезвычайный и полномочный посол.

## Биография
Член ВКП(б). Окончил Северо-Кавказский институт водного хозяйства в 1932 году.
- В 1932—1936 годах — инженер-проектировщик «Краймелиоводстроя» в Ростове-на-Дону.
- В 1936—1939 годах — аспирант, научный сотрудник Всесоюзного научно-исследовательского института гидротехники и мелиорации в Москве.
- В 1939—1941 годах — референт II Европейского отдела НКИД СССР.
- В 1941—1942 годах — служба в РККА.
- В 1943—1945 годах — сотрудник посольства СССР при Союзных правительствах в Лондоне.
- В 1945—1948 годах — сотрудник посольства СССР в Великобритании.
- В 1949—1950 годах — первый секретарь II Европейского отдела МИД СССР.
- В 1950—1953 годах — советник посольства СССР в США.
- В 1953—1955 годах — слушатель ВДШ МИД СССР.
- С 22 ноября 1955 по 22 июня 1956 года — чрезвычайный и полномочный посланник СССР в Эфиопии[2].
- С 22 июня 1956 по 13 октября 1959 года — чрезвычайный и полномочный посол СССР в Эфиопии.
- В 1959—1960 годах — советник Отдела стран Африки МИД СССР.
- В 1960—1965 годах — заместитель заведующего II Африканским отделом МИД СССР.
- В 1965—1974 годах — заведующий II Африканским отделом МИД СССР.

Похоронен на Кунцевском кладбище Москвы.